# Estación De Boelelaan/VU
De Boelelaan/VU Es Una Parada de Tranvía. Había dos paradas de tranvía con el nombre De Boelelaan/VU en o cerca de la intersección de Parnassusweg/Buitenveldertselaan & De Boelelaan en Ámsterdam.[cita requerida]
(Parnassusweg y Buitenveldertselaan son efectivamente la misma calle norte/sur con un cambio de nombre en la calle transversal De Boelelaan).[cita requerida]
Se ubicó una parada combinada de metro/tranvía a lo largo de Buitenveldertselaan en el lado sur de De Boelelaan, y una parada de tranvía separada es ubicado en el lado norte de De Boelelaan sobre 180 metros (196,9 yd) al oeste de Parnassusweg.[cita requerida]
El cuadro de información (a la derecha) pertenece a la antigua parada a lo largo de Buitenveldertselaan.[cita requerida]

## Parada de metro a lo largo de Buitenveldertselaan
La antigua parada De Boelelaan/VU. ubicada a lo largo de Buitenveldertselaan, era una estación de metro y una parada de tranvía combinadas. Hasta su cierre en 2019, prestaba servicio a la línea 51 del metro, una ruta híbrida de metro/sneltram (tren ligero), y la ruta 5 del tranvía.[cita requerida]
Después del cierre, la instalación fue demolida. [cita requerida]
Hoy, se espera que los ciclistas usen el cercano A.J. Ernststraat parada (aproximadamente 300 metros (328,1 yd) al sur) que da servicio a las líneas de tranvía Línea 25 y Línea 5. La línea de tranvía 25 reemplazó a la línea de metro 51 al sur de la Estación Amsterdam Zuid; abrió oficialmente el 13 de diciembre de 2020, extraoficialmente 4 días antes, el 9 de diciembre. Hoy, los tranvías de las líneas 5 y 25 pasan por alto el sitio.[cita requerida]
Antes de ser cerrada, la parada había servido tanto a los tranvías de piso bajo de la línea 5 de tranvía como a los tranvías de piso alto de la línea 51 de metro. Ambas líneas 5 y 51 compartían el mismo par de vías pero usaban plataformas adyacentes separadas.[cita requerida]
Había un par de andenes de bajo nivel para la línea 5 y un par de andenes separados de alto nivel para la línea 51, con escaleras que conectaban los dos niveles de los andenes. En 2019, se canceló el servicio de la línea 51 del metro al sur de la Estación Amsterdam Zuid para reconstruir las estaciones y acomodar solo los tranvías de piso bajo de las líneas 5 y 25; sin embargo, esta parada no se mantuvo.[cita requerida]
Para aumentar la confiabilidad y reducir el tiempo de viaje en la línea reconstruida, se demolieron cinco estaciones de la línea 51, incluida De Boelelaan/VU, en lugar de conservarlas para tranvías de piso bajo.[cita requerida]
En marzo de 2015, el plan era demoler el A.J. Deténgase en Ernststraat y avance en De Boelelaan/VU hacia el sur. (En ese momento, las dos paradas estaban separadas 350 metros (382,8 yd)).[cita requerida]
Sin embargo, en septiembre de 2016, se intercambió el destino de las dos paradas. De Boelelaan/VU sería demolido y A.J. La parada de Ernststraat se movería ligeramente hacia el norte. La decisión estaba relacionada con el desarrollo del distrito del conocimiento ("barrio del conocimiento") de la Universidad Vrije de Ámsterdam (VU).[cita requerida]
La parada actual De Boelelaan/VU está ubicada en el lado norte de De Boelelaan a unos 180 metros (196,9 yd) al oeste de Parnassusweg.[cita requerida]
La parada está en el cuello de un circuito de tranvía que gira unidireccional de este a oeste.[cita requerida]
La curva del bucle tiene un revestimiento de dos extremos. El bucle se inauguró el 31 de octubre de 2011 en sustitución de un antiguo bucle en Gustav Mahlerlaan cerca de la parada de tranvía VU Medisch Centrum. a partir de 2021/01, la línea de tranvía 24 usa el bucle.